# Clivia (manzana)
Clivia es una  variedad cultivar de manzano (Malus domestica).
Criado por el Prof. M. Schmidt en el Instituto de Investigación Agrícola, Munchenberg, Brandeburg, Alemania. Introducido en 1961. Las frutas tienen un sabor muy parecido al Cox's Orange Pippin.

## Historia
'Clivia' es una variedad de manzana, a partir del cruce de 'Geheimrat Doktor Oldenburg' x 'Cox's Orange Pippin'. Criado por M. Schmidt en el "Institut für Acker und Pflanzenbau" en Munchenberg, Brandeburg (Alemania). Introducido en 1961.
'Clivia' se encuentra cultivada en la National Fruit Collection con el número de accesión: 1977-091 y Accession name: Clivia.

## Características
'Clivia' tiene un tiempo de floración que comienza a partir del 1 de mayo con el 10% de floración, para el 6 de mayo tiene una floración completa (80%), y para el 14 de mayo tiene un 90% caída de pétalos.
'Clivia' tiene una talla de fruto de pequeño a mediano; forma globoso cónica; con nervaduras débiles, corona muy débil; epidermis con color de fondo amarillo, con sobre color naranja en una cantidad de color superior media, con sobre patrón de color rayado / moteado, «russeting» (pardeamiento áspero superficial que presentan algunas variedades) bajo; carne crujiente, y color de la pulpa crema, sabor dulce, y grano fino crujiente, muy parecido al Cox's Orange Pippin.
Su tiempo de recogida de cosecha se inicia a finales de septiembre. Almacenada en frío se mantiene cinco meses.
'Clivia' es el Parental-Madre de las variedades de manzanas:
- Pikkolo,
- Renora.[4]

## Usos
A menudo se come fresco, manzana de mesa, pero también es una buena manzana para cocinar.
Recomendada para el huerto familiar, irrelevante en el cultivo comercial de frutas en la actualidad.

## Ploidismo
Auto estéril. Grupo de polinización, B. Día de polinización, 6.

## Susceptibilidades
- Sarna del manzano: ataque débil
- Mildiu: ataque débil[6]